# 冨永置三
冨永 置三　(とみなが おきぞう　明治初期？- 1946年)は、稲城の元村長である。

## 来歴
若い頃は坂浜で教師をやっていたと思われる。
その後、議員を経験し、1937年に助役になる。
1939年に村長に就任。彼の在位中に太平洋戦争が始まった。
1943年に村長を辞職し、終戦後の1946年に没。